# Mons Gruithuisen Delta
Il Mons Gruithuisen Delta è una struttura geologica della superficie della Luna.